# Векліч Віталій Васильович
Віта́лій Васи́льович Ве́кліч (30 грудня 1978, с. Колодрібка, Тернопільська область — 3 жовтня 2022, Лежине, Запорізька область) — український військовослужбовець, головний сержант Збройних сил України, учасник російсько-української війни.

## Життєпис
Віталій Векліч народився 30 грудня 1978 року в селі Колодрібці, нині Заліщицької громади Чортківського району Тернопільської области України.
Навчався в місцевій школі. Проживав із сім'єю на Хмельниччині.
Під час Революції гідності зазнав поранення.
Від 2014 — на фронті. Служив у 309-му батальйоні 48-ї бригади. 
Загинув 3 жовтня 2022 року в с. Лежине Запорізької области. Похований у родинному селі.

## Вшанування пам'яті
У вересні 2023 року на фасаді Колодрібської загальноосвітньої школи відкрили пам'ятну дошку на честь Віталія Векліча.